# Nyikolaj Sztyepanovics Csernih
Nyikolaj Sztyepanovics Csernih (oroszul: Николай Степанович Черных; Uszmany, Voronyezsi terület, 1931. október 6. – 2004. május 26.), ukrán névváltozatban Mikola Sztepanovics Csernih (ukránul: Микола Степанович Черних) orosz származású szovjet, majd ukrán csillagász, a Krími Asztrofizikai Obszervatórium tudományos főmunkatársa. Kutatási területe a Naprendszer kisbolygóinak tanulmányozása volt. 537 kisbolygót és két üstököst fedezett fel. Felesége Ljudmila Ivanovna Csernih csillagász, aki szintén a kisbolygók megfigyelése terén ért el eredményeket.
Oroszország Voronyezsi területén, Uszmany városában született. Az Irkutszki Pedagógiai Főiskolán tanult, melyet 1959-ben fejezett be. 1958–1961 között irkutszki Össz-szövetségi Rádiótechnikai és Műszaki-fizikai Mérőintézet Idő- és Frekvencia Laboratóriumában dolgozott. Aspirantúráját a Szovjet Tudományos Akadémia Elméleti Csillagászati Intézetében végezte, ahol 1965-ben tudományos fokozatot szerzett.
1963. szeptember 1-jén lett a Krími Asztrofizikai Obszervatórium munkatársa, ahol asztronometriával és elméleti csillagászattal foglalkozott.
1971-ben szerzett kandidátusi fokozatot a matematikai és fizikai tudományok terén. „A Jupiter tömegének meghatározása a 10 Hygiea kisbolygó legfrissebb megfigyeléseinek elemzése alapján” című disszertációját 1971-ben védte meg a Szovjet Tudományos Akadémia pulkovói Központi Csillagászati Obszervatóriumának tudományos tanácsa előtt. 1999-ben lett a matematikai és fizikai tudományok doktora. Az Orosz Tudományos Akadémia Alkalmazott Csillagászati Intézetének tudományos tanácsa előtt megvédett disszertációjának címe: „A kisbolygók krími megfigyelése” volt.
Az Antonín Mrkos cseh csillagász által 1979-ben felfedezett 2325 Chernykh kisbolygót a Csernih házaspárról nevezték el.